# NGC 3905
إن جي سي 3905 التي يرمز لها بالرمز NGC 3905، هي مجرة، في كوكبة الباطية.

## الاكتشاف
اكتشفت في 1880.